# فرناو مندش بنتو
فرناو مندش بنتو (بالبرتغالية: Fernão Mendes Pinto‏) (ت. 991 هـ / 1583م) هو رحالة برتغالي عُرف بترحالة في القرون الوسطى وجاب فترة طويلة في البحار حيث قضى حوالي 20 عاماً من عمره متجولاً بكل من قارتي أفريقيا وآسيا. ارادوا تجنب العبور للهند من خلال العرب اللتفوا افريقيا حتى بلغوا العرب في افريقيا فاستغرب العرب فسألوهم فقالوا نريد الهند او طريق لها فقال العرب الهند معنا اصلا نحكمها مع باكستان و افغانستان فقالوا نريد بلوغ ذلك اخبرنا قومنا لنتجنبكم فاوصلهم العرب الى الهند مستغربين طلبهم عونهم و تجنبهم من زنجيبار و الصومال عبر تجار اليمن الى الهند